# A Side
A Side es el nombre del segundo extended play del cantante panameño Sech. Fue lanzado al mercado bajo el sello discográfico Rich Music el 16 de abril de 2020.
Su promoción se llevó a cabo luego de que el artista dijera que su cuenta de instagram fuera hackeada. Luego de recuperarla, el artista prometió nueva música con la condición de que dicha publicación en su red social llegara a una cantidad de likes. Así mismo, las canciones de este EP forman parte de su segundo álbum de estudio 1 of 1.

## Lista de canciones
| N.º   | Título        | Duración |  |
| 1.    | «Goteras»     | 2:52     |  |
| 2.    | «Panama City» | 2:46     |  |
| 3.    | «Fé»          | 2:53     |  |
| 4.    | «Trofeo»      | 3:27     |  |
| 11:57 |               |          |  |